# Erysimum laxiflorum
Erysimum laxiflorum är en korsblommig växtart som beskrevs av Jacques Étienne Gay. Erysimum laxiflorum ingår i släktet kårlar, och familjen korsblommiga växter. Inga underarter finns listade i Catalogue of Life.